# Den himmelska och den jordiska kärleken
Den himmelska och den jordiska kärleken (italienska: Amor Sacro e Amor Profano) är en oljemålning av den italienske renässanskonstnären Tizian. Den målades 1514 och är idag utställd på Galleria Borghese i Rom.
Tizian var den ledande målaren under högrenässansen i Venedig. Som ung arbetade han med Giorgione och av honom lärde han sig att måla figurer placerade i idylliska landskap. I Den himmelska och den jordiska kärleken har landskapet en framträdande plats. Målningen är också är ett av flera exempel på hur Tizian redan från tidig ålder – han var omkring 25 år när den färdigställdes, och skulle måla tavlor i över 60 år till – visat ett tydligt intresse för antiken. 
Det finns en osäkerhet hur Den himmelska och den jordiska kärleken ska tolkas. Målningen har bland annat uppfattats som en allegori. Den målades på beställning av venetianen Nicolò Aurelio, vars vapen syns på den antika romerska sarkofagen, inför hans bröllop med Laura Bagarotto. Troligen är det den vitklädda bruden som är avbildad bredvid Amor och den romerska kärlekgudinnan Venus.
Familjen Rothschild lade 1899 ett bud på tavlan; de var beredda att betala 4 miljoner lire för den, vilket var en enorm summa som översteg värdet på hela Villa Borghese och alla dess övriga konstverk. Trots det nekades dem tavlan.